# Santiago de Liniers
Santiago Antonio María de Liniers y Bremond (in francese Jacques de Liniers; Niort, 25 luglio 1753 – Cabeza de Tigre, 26 agosto 1810) è stato un militare, ammiraglio e politico argentino, viceré del Río de la Plata dal 10 febbraio 1807 al 30 giugno 1809.

## Biografia
Nel 1775 divenne ammiraglio al servizio della Spagna e nel 1806 conquistò la città di Buenos Aires sconfiggendo gli Inglesi e respingendoli ad una rapido contrattacco.

Stemma di Santiago de Liniers, viceré del Río de la Plata.

Nel 1807 divenne viceré, ma fu deposto due anni più tardi. Nel 1810 cercò di riprendere il potere, ma fu arrestato e fucilato.